# Légüst

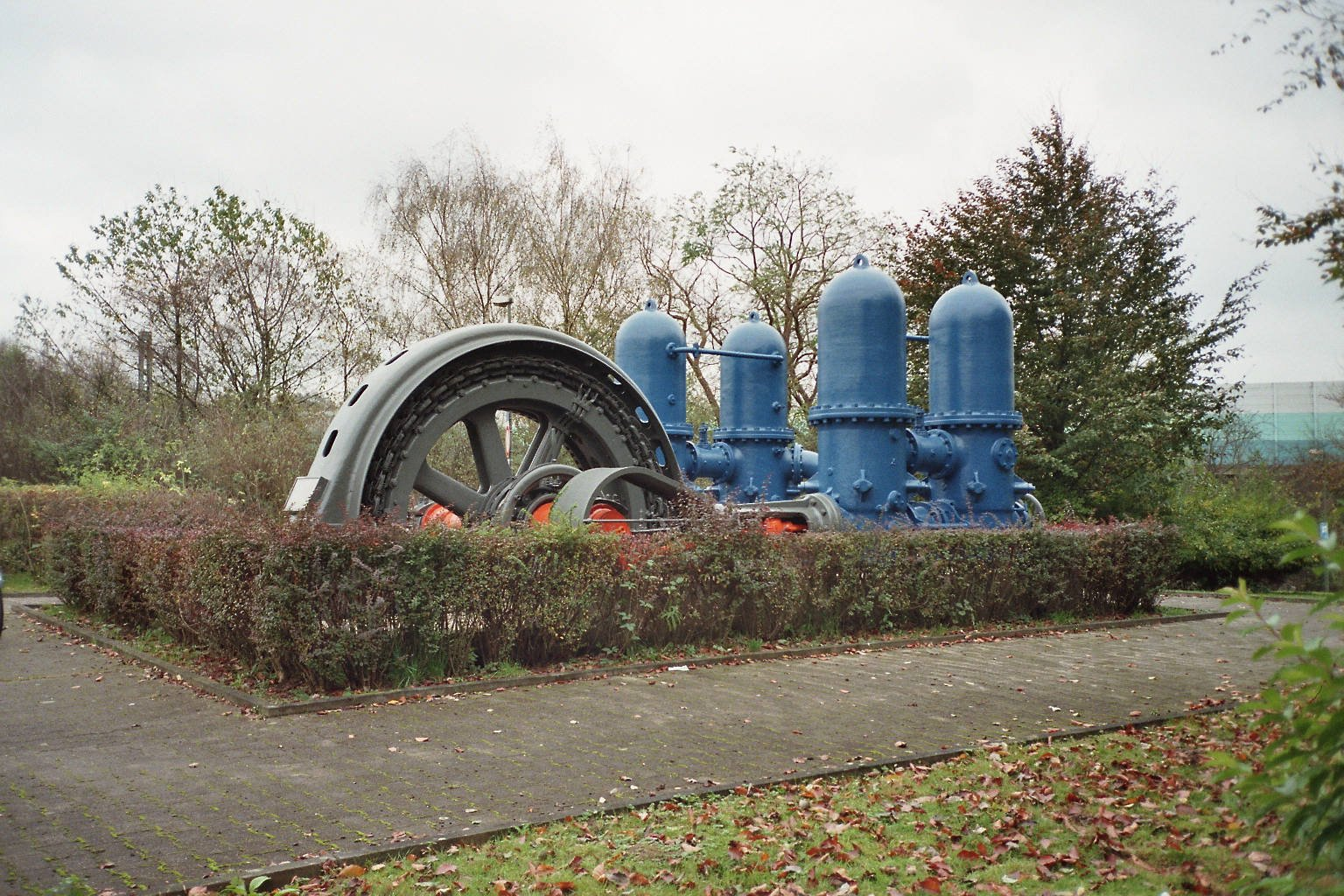
Villamos hajtású dugattyús szivattyú légüstökkel

Egyszeres működésű dugattyús szivattyú

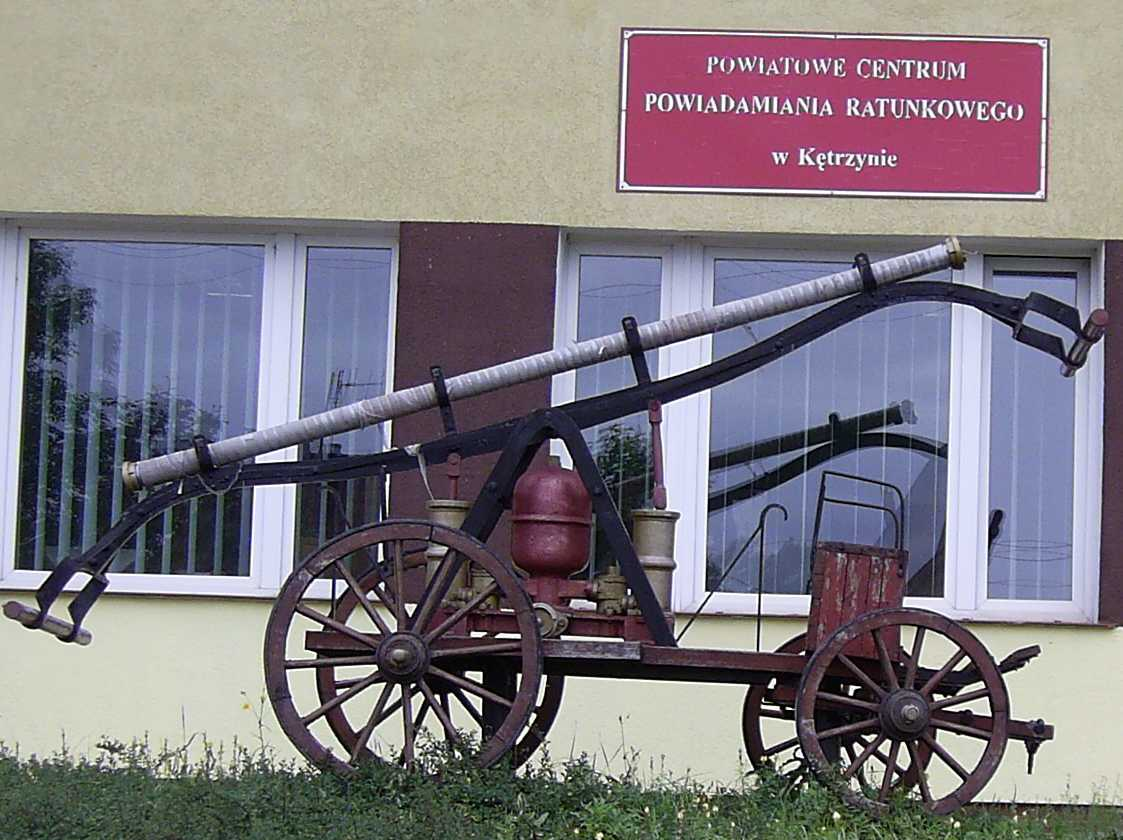
Muzeális kézi tűzifecskendő középen jókora légüsttel

A légüst szivattyúknál alkalmazott berendezés, melynek célja általában a szivattyú folyadékszállításának és nyomásának egyenletesebbé tétele. Régi neve szélkazán, ez a kifejezés a fiziológiában ma is használatos, ahol a rugalmas falú nagy artériáknak a vérnyomás egyenletesebbé tételében kifejtett működését az analógia alapján szélkazán effektusnak hívják. Mindkét név a német Windkessel fordítása, az angol és a francia műszaki nyelv megtartotta az eredeti német kifejezést. Ritkábban a műszaki nyelv légüstnek hívja a hidraulikus akkumulátort is. Ezt olyan esetben használják, ha a hidraulikus erőátviteli rendszerben ritka, de nagy teljesítményű működtetésre van szükség. Ilyenkor a kis teljesítményű szivattyú fokozatosan tölti fel a légüstöt, melyet hirtelen ki lehet sütni.
A légüst szerkezetileg egyszerű zárt edény, mely alsó nyílásával a csővezetékhez illeszkedik. Amikor a csővezeték megtelik folyadékkal, a légüstben lévő levegő összenyomódik, helyét részben folyadék foglalja el, a nyomása megnő. Amikor a csővezetékben a nyomás csökken, a légüstből folyadék áramlik vissza a rendszerbe megnövelve a folyadékáramot.

## Dugattyús szivattyú folyadékszállítása
A dugattyús szivattyú egyik hátránya, hogy folyadékszállítása nem egyenletes. Az egyszeres működésű szivattyú a szívó ütemben semmit sem szállít, a nyomó ütemben sem egyenletesen, hanem egy negyed színusz-görbéhez hasonló diagramnak megfelelően. Sok esetben ez nem jelent hátrányt, de néha zavaró és nemkívánatos következményei vannak. A csővezetékben lévő folyadékoszlop felgyorsításához nyomáskülönbségre van szükség. Ez a nyomócsőben (kiváltképpen, ha hosszú vezetékről van szó) jelentős nyomáslökések kialakulásához vezet, ami zajos üzemet és rezgéseket eredményez, de akár az anyag kifáradását is okozza. A szívócsőben ugyanakkor a folyadékoszlop gyorsítása nyomáseséshez vezet, ennek következtében csökken a szívómagasság, vagyis az a magasság, amelyről a szivattyú még a vízoszlop elszakadása nélkül folyadékot tud felszívni.
A folyadékszállítás egyenetlenségét nagy mértékben lehet csökkenteni a kettős működésű dugattyús szivattyú alkalmazásával, amelynél a dugattyú mindkét irányban haladva folyadékot szív és nyom. További javulás érhető el több henger alkalmazásával, amelyekhez tartozó forgattyúkarok egymáshoz képest el vannak forgatva. Az egyhengeres szivattyúknál is jól működő megoldást azonban a légüstök alkalmazása jelenti.

## A légüst működése
A légüst a dugattyús szivattyú szívó- és nyomócsövébe beépített zárt, nyomástartó edény, amely az alján kialakított csonkkal csatlakozik a vezetékhez. A szivattyú álló helyzetében a csővezeték üres. Indításkor a szivattyú felszívja a folyadékot és a nyomóvezetékbe nyomja. A levegő egy része bennszorul a légüstökben és a csővezetékben kialakuló pillanatnyi nyomás függvényében összenyomódik. Amikor a dugattyú a nyomócsőbe nyomja a folyadékot, és a pillanatnyi folyadékáram az átlagosnál nagyobb, a nyomás megnő, a folyadék egy része a légüstbe áramlik. Amikor a szivattyú által szolgáltatott pillanatnyi folyadékáram lecsökken, vele a nyomás a csővezetékben is csökken, ekkor az összepréselt levegő kinyomja a légüstben tárolt folyadékot és ezzel megnöveli a szivattyúból az adott pillanatban szolgáltatott folyadékmennyiséget. Hasonló folyamat zajlik le a szívócsőbe épített légüstben is. A folyadékáramban észlelhető nyomásingadozás és az áramló mennyiség ingadozása nem szűnik meg, de jelentősen mérséklődik.

## Alkalmazása
A 19. században csaknem kizárólag lassújárású dugattyús szivattyúkat alkalmaztak, amelyek üzemi fordulatszáma megfelelt a hajtásukra szolgáló gőzgépekének. Ezek tipikus példái a városi vízvezeték-rendszer szivattyúi. Ilyen helyeken a hosszú csővezeték – amely a kutaktól vagy a vízkivételi művektől a víztoronyig tartott – igényelte a légüstök használatát.
Korábban a kézzel működtetett tűzoltófecskendők szivattyúinál azért volt fontos a légüst beépítése, hogy a fecskendőből kilövellő folyadéksugár ne pulzáljon. Hasonló célból építenek be légüstöt a ma is használatos kézzel hajtott kerti permetezőkbe.

### Házi vízellátó mű
A hálózati vízellátással nem rendelkező helyeken az általában centrifugál szivattyúval felszívott folyadékot egy légüstbe nyomják. Beépített nyomáskapcsoló észleli, hogy a rendszer belső nyomása elérte-e a beállított értéket, ekkor a szivattyút kikapcsolja. Bármely vízvételi hely kiömlőnyílását megnyitva a légüstben összenyomott levegő nyomása a vizet visszanyomja a rendszerbe, és az szabadon kifolyik a vízvételi helyen. A nyomás csökkenését a nyomáskapcsoló észleli, és a beállított hiszterézisének megfelelően az alsó nyomásértéknél a szivattyút bekapcsolja. Amíg a vízvételi helyen szabad a folyadék kiáramlása, a légüst általában nem funkcionál mindaddig, amíg a rendszerből kifolyó folyadék mennyisége kevesebb, mint a szivattyú által szállított mennyiség. A vízvételi hely zárásakor a szivattyú újból feltölti a légüstöt a beállított értékű nyomásra.  